# Toys "R" Us
Toys "R" Us, trascritto nel logo come Toys Я Us, è stata una catena di negozi specializzati nella vendita di giocattoli e prodotti per l'infanzia con sede a Wayne nel New Jersey, finita in liquidazione nel 2018 per i troppi debiti. Tuttavia, nel 2021, è stato annunciato che Toys R Us sarebbe tornato di nuovo in nuove località, sotto una nuova proprietà, durante le festività natalizie. Il primo negozio negli Stati Uniti è stato aperto nel dicembre 2021 presso l'American Dream Meadowlands a East Rutherford, nel New Jersey. Sono previsti 450 negozi aggiuntivi.

## Storia
L'azienda è stata fondata da Charles Lazarus, originariamente con il nome Children's Supermart, a Washington nel 1948 nel pieno del boom economico del dopo-guerra, ed era specializzato nella vendita di mobili per bambini. Il nome "Toys "R" Us" ed il cambio di specializzazione arrivarono nel 1967. Al fianco dei negozi Toys "R" Us, sono stati aggiunti nel 1983 Kids “R” Us (negozi per l'abbigliamento per bambini), dal 1996 Babies “R” Us (negozi per la prima infanzia), dal 1999 Imaginarium (negozi di prodotti educativi) e dal 2002 Geoffrey.

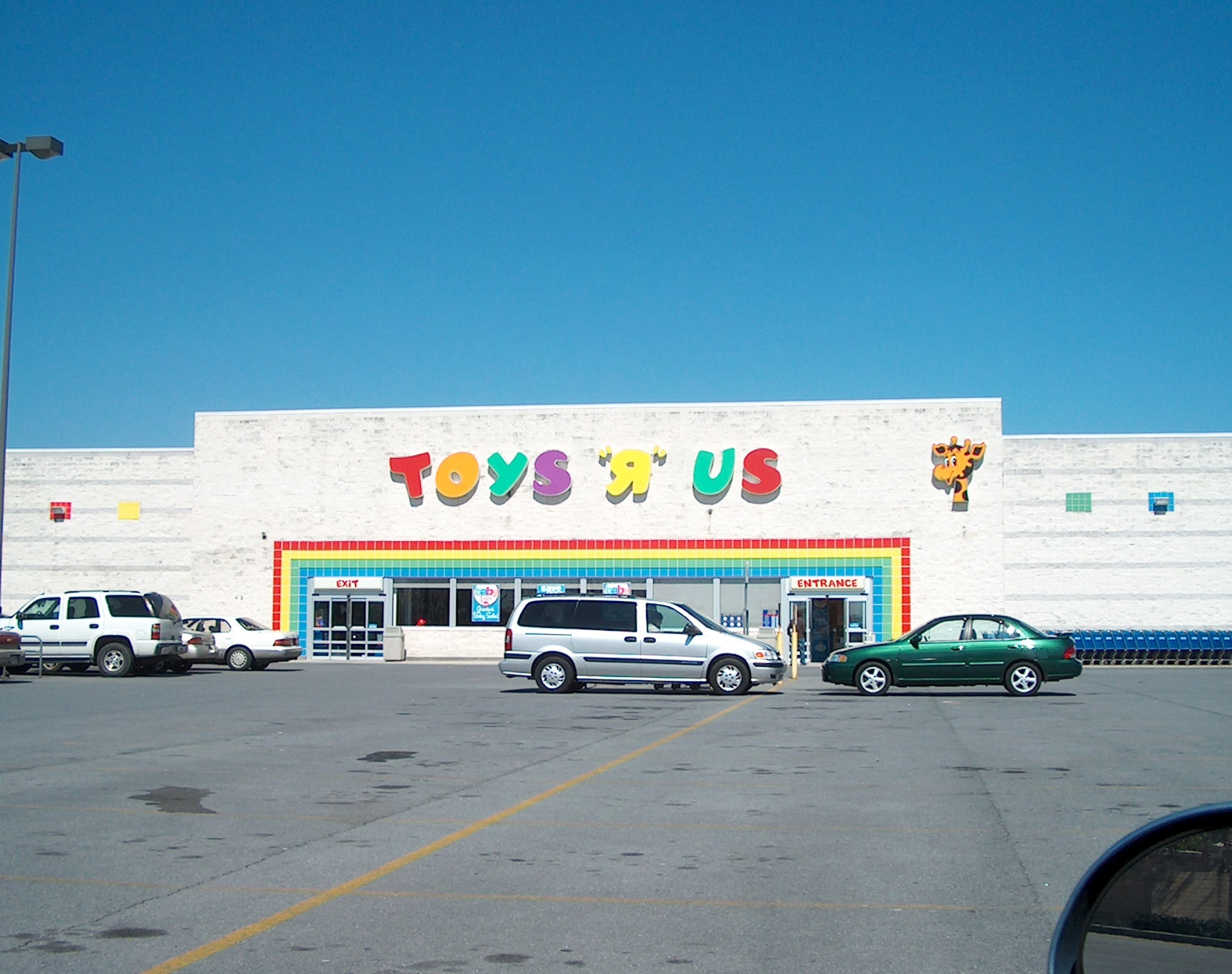
Un negozio del marchio.

L'azienda gestisce approssimativamente 875 negozi "Toys “R” Us" e "Babies “R” Us" negli Stati Uniti, più di 600 negozi internazionali ed oltre 140 negozi in franchising in 35 paesi e giurisdizioni. Controlla il marchio FAO Schwarz e gestisce il proprio negozio principale sulla Quinta Strada a New York inaugurato nel 2001. Al 2011, la filiale di New York di Toys "R" Us è il terzo negozio di giocattoli più grande del mondo. Toys "R" Us inoltre gestisce un portafoglio di siti e-commerce tra cui Toysrus.com, Babiesrus.com, eToys.e and FAO.com.
Il 19 settembre 2017 il colosso americano dei giocattoli ha depositato l'istanza di procedura fallimentare assistita, puntando a risanare, nel corso di un anno, il debito contratto di oltre 400 milioni di dollari.
Il 15 marzo 2018, infine, la società ha deciso di chiudere definitivamente, schiacciata dai debiti pressanti: 7 miliardi di dollari.

## In Italia
La catena statunitense arrivò in Italia nel 1996 con l'intenzione di aprire almeno 30 negozi; successivamente le aziende distributrici concorrenti, temendo un'espansione eccessiva, pensarono a un'acquisizione della catena stessa. In particolare la GiG spese circa 70 miliardi di lire (circa 46.639.673 euro di oggi) per l'acquisizione di tutti i negozi della catena che la portò al fallimento. Le attività furono poi rilevate dalla Giochi Preziosi nel 1999 che rinominò i negozi in Toys Center.